# پتیستری
پتیستری (به انگلیسی: Pettistree) یک روستا و محله مدنی در بریتانیا است که در Suffolk Coastal واقع شده‌است. پتیستری ۱۹۴ نفر جمعیت دارد.